# Estońskie Muzeum Narodowe
Estońskie Muzeum Narodowe (est.  Eesti Rahva Muuseum) – muzeum w Tartu poświęcone kulturze, historii i etnografii Estonii i Estończyków oraz ludów ugrofińskich i innych mniejszości zamieszkujących dawniej i dziś Estonię. Jest dedykowane postaci Jakoba Hurta, estońskiego folklorysty oraz etnografa i jest największym muzeum w Estonii.

## Opis
Założone w 1909 roku, pierwszą siedzibę otworzyło w 1922 w Raadi Manor. Dyrektorem w latach 1922–1928 był fiński pisarz i etnograf Ilmari Manninen. Pierwsza profesjonalna kadra estońskich etnografów kształciła się pod jego kierunkiem, a on sam tworzył koncepcję systematyki zbiorów dla estońskiego muzeum, czerpiąc z doświadczeń podobnej placówki w Helsinkach. W 1944 budynek w Raadi Manor został zniszczony na skutek niemiecko-radzieckich działań wojennych. W 1988 roku na nowo zaczęła funkcjonować nazwa Estońskie Muzeum Narodowe z siedzibą przy ulicy Veski 32.
W 2016 roku muzeum doczekało się nowej siedziby przy pierwotnej przedwojennej lokalizacji, na dawnym terenie powstałej później radzieckiej bazy wojskowej w Tartu przy Muuseumi tee nr 2. Uroczysta gala otwarcia placówki miała miejsce 29 września, a przewodniczył jej dyrektor muzeum Tõnis Lukas. Instytucja otworzyła się dla publiczności 1 października.
Kompleksowa forma muzeum odzwierciedla narodowy charakter placówki, a składają się na nią przede wszystkim: interaktywne wystawy stałe („Spotkania” i „Echa Uralu”), wystawy czasowe, a także magazyny zbiorów, pracownie naukowe, biura pracowników muzeum, biblioteka, restauracja, sale konferencyjne i warsztatowe, sklep muzealny, kino. Wśród eksponatów znajdują się m.in.: imponująca kolekcja tkanin i strojów ludowych z całego kraju, zbiór drewnianych kufli z różnych regionów, pierwsza flaga Estonii z 1884 roku, odtworzone stanowisko pogrzebowe z 800-letnimi szczątkami Damy z Kukruse oraz relacje multimedialne i eksponaty związane z okupacją radziecką i technologicznymi osiągnięciami Estończyków (można m.in. obejrzeć krzesło Jaana Tallinna – programisty, który tworzył Skype’a).
Do początkowej ekspozycji włączono wypożyczony czasowo polski zabytek z 1622 roku przechowywany na stałe w Bibliotece Seminarium Duchownego w Olsztynie, a będący pierwszym drukowanym zapisem południowo-wschodniego dialektu języka estońskiego.
W 2018 roku muzeum zdobyło europejską nagrodę Kenneth Hudson Award – ogłoszenie i wręczenie odbyło się podczas uroczystej gali wręczenia europejskich nagród muzealnych EMYA 2018, w Warszawie, w Muzeum Historii Żydów Polskich.
Oddziałem muzeum jest Estońskie Archiwum Folklorystyczne.

## Architektura
Projekt nowego budynku pod nazwą „Pole pamięci” jest autorstwa paryskiej grupy DGT – Dorell.Ghotmeh.Tane (Dan Dorell, Lina Ghotmeh, Tsuyoshi Tane) i wykorzystuje oryginalne umiejscowanie w obrębie pasa startowego dla samolotów. Projekt został nagrodzony GRAND PRIX AFEX 2016. Estońskim partnerem było biuro HG Arhitektuur (Hanno Grossschmidtem i Tomomi Hayashi). Wnętrza muzeum projektowała Pille Lausmäe z Interior Architects, wkład w ostateczny wygląd placówki mieli również architekci z Kino Landscape Architects i Novarc. Szklana konstrukcja ma powierzchnię 34 000 m², z czego 14 tys. m² jest otwarte dla publiczności, a w tym powierzchnia wystawowa zajmuje 6000 m².

## Galeria

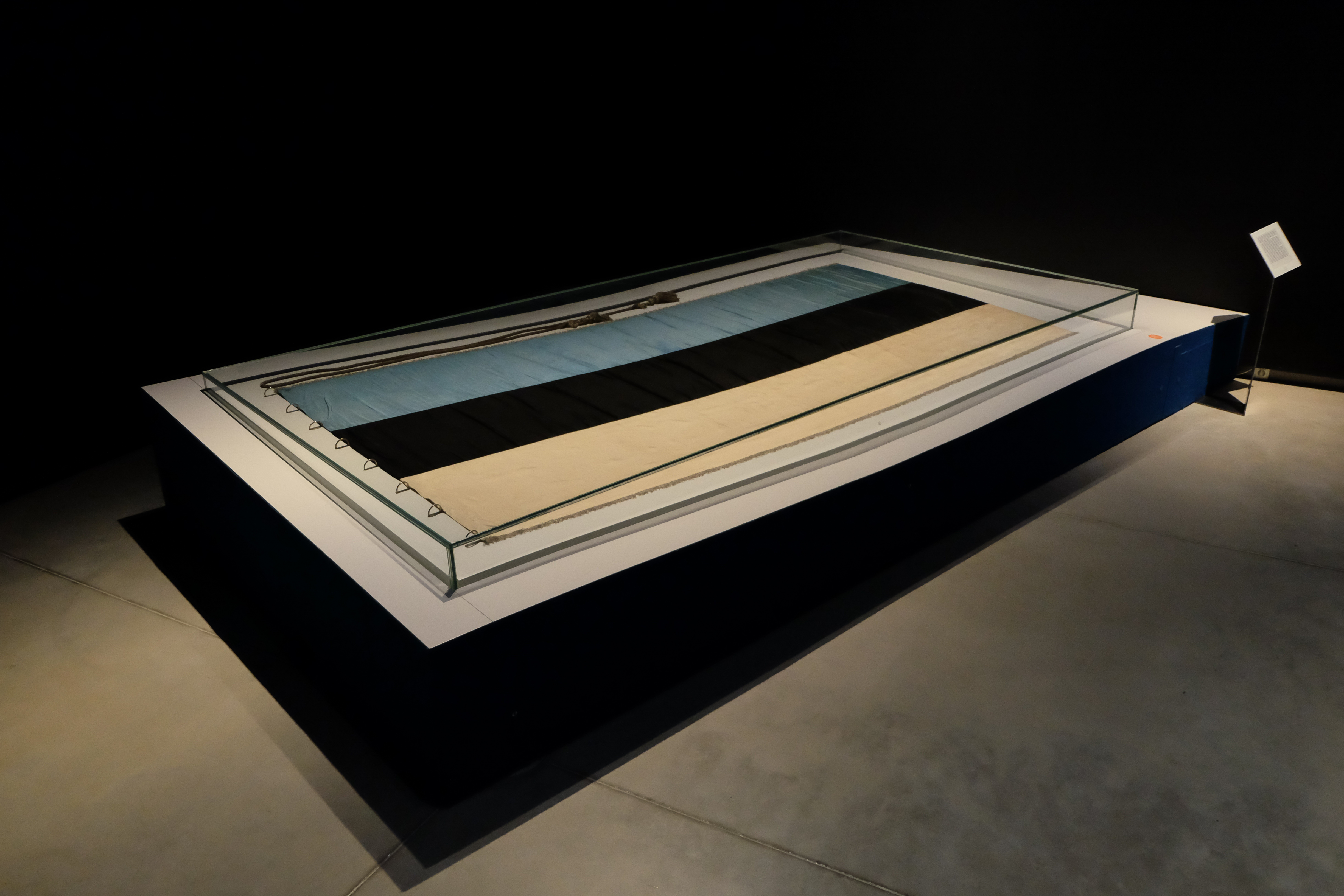
Pierwsza flaga Estonii – ekspozycja stała
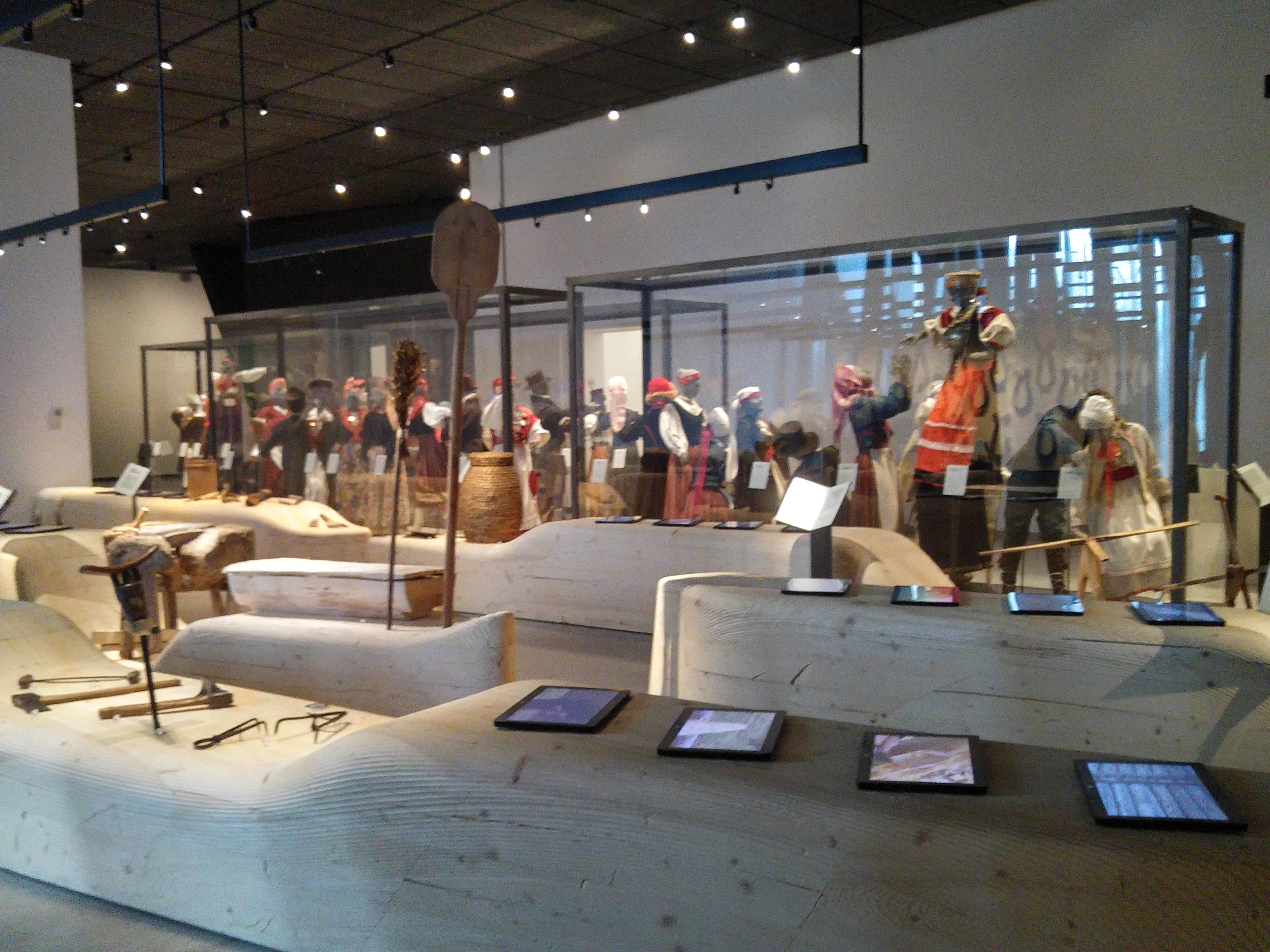
Fragment wystawy stałej „Spotkania”
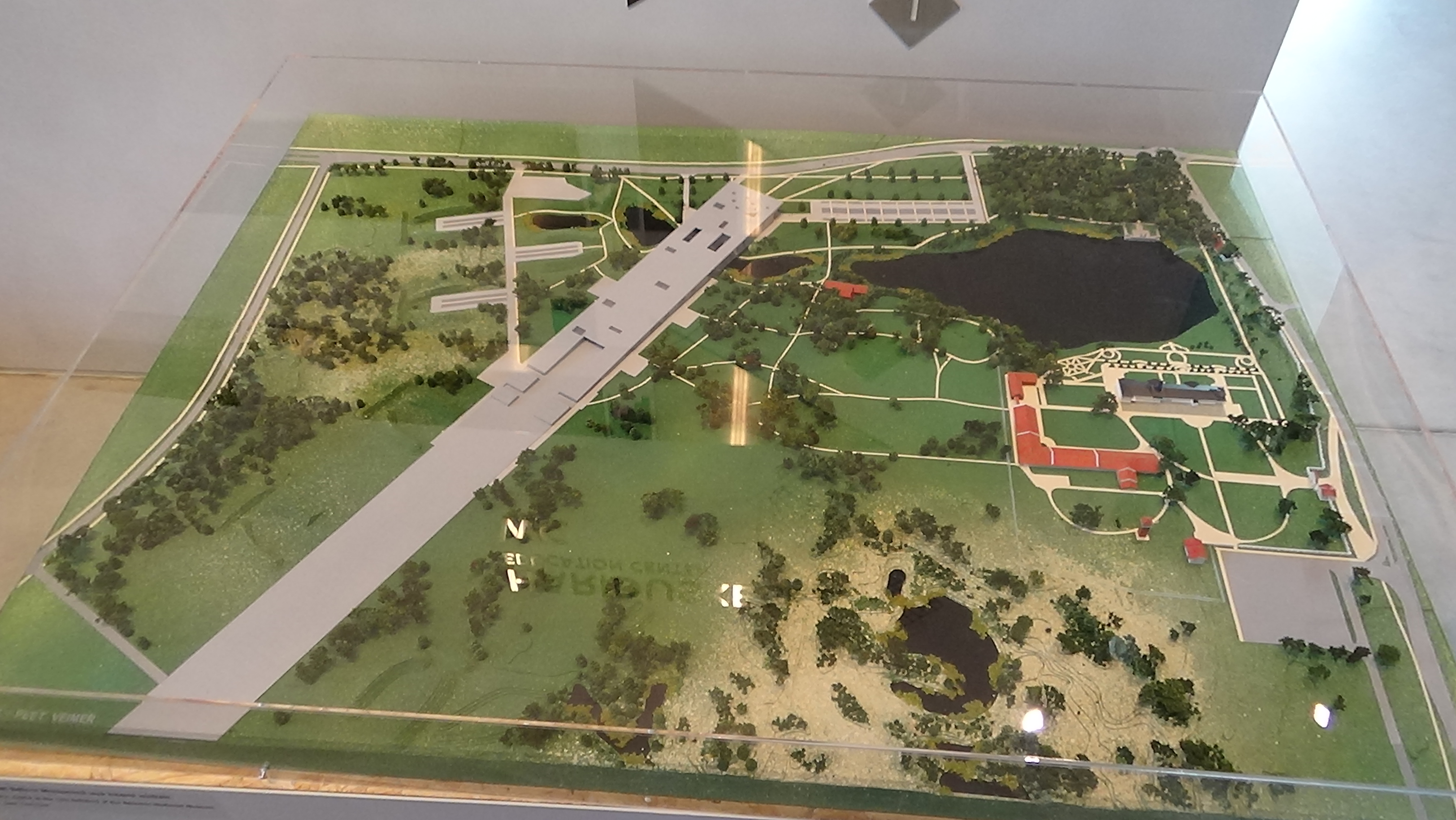
Makieta muzeum i okolicy – hol główny muzeum
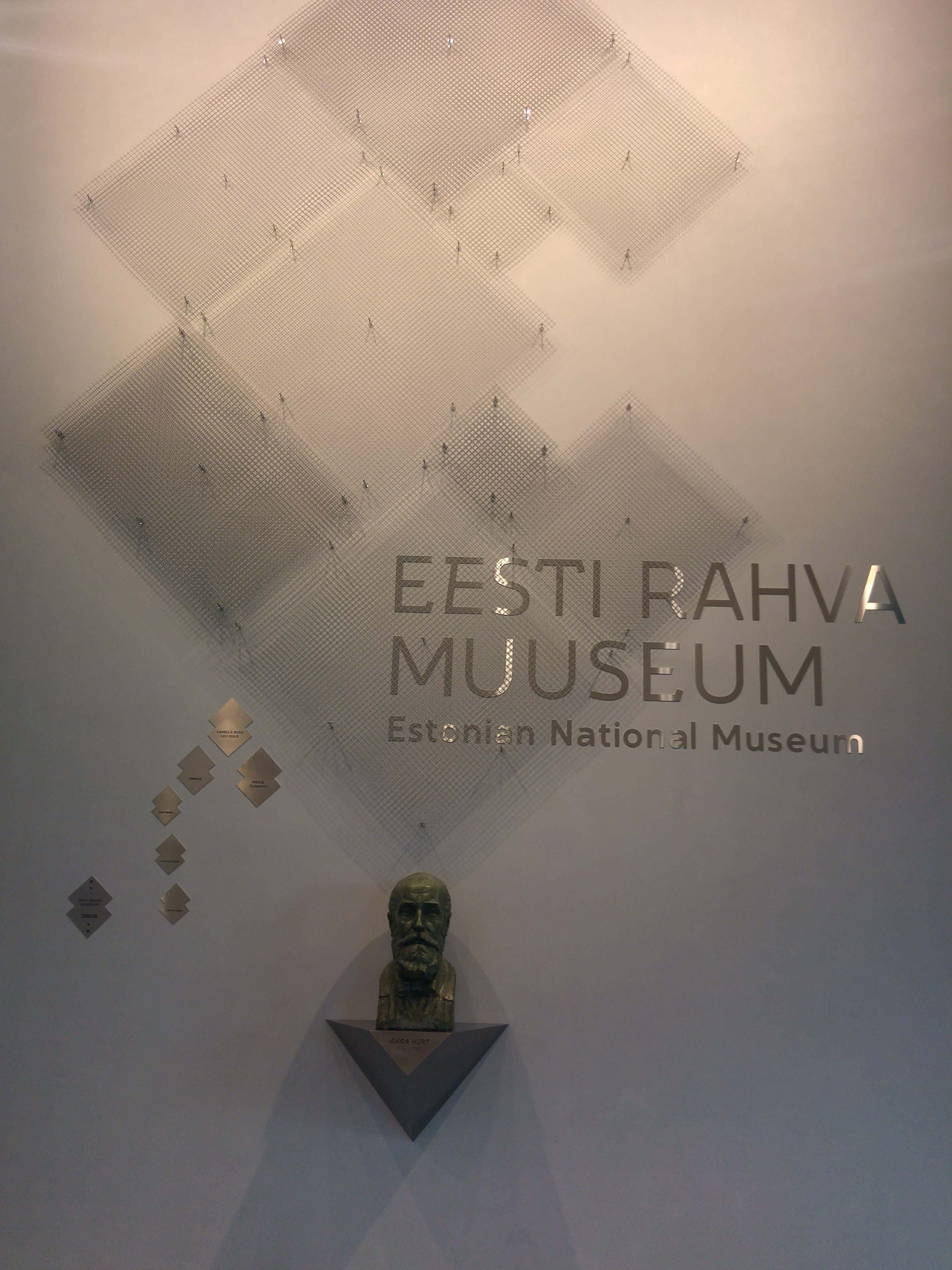
Popiersie Jakoba Hurta na tle logo muzeum – hol główny
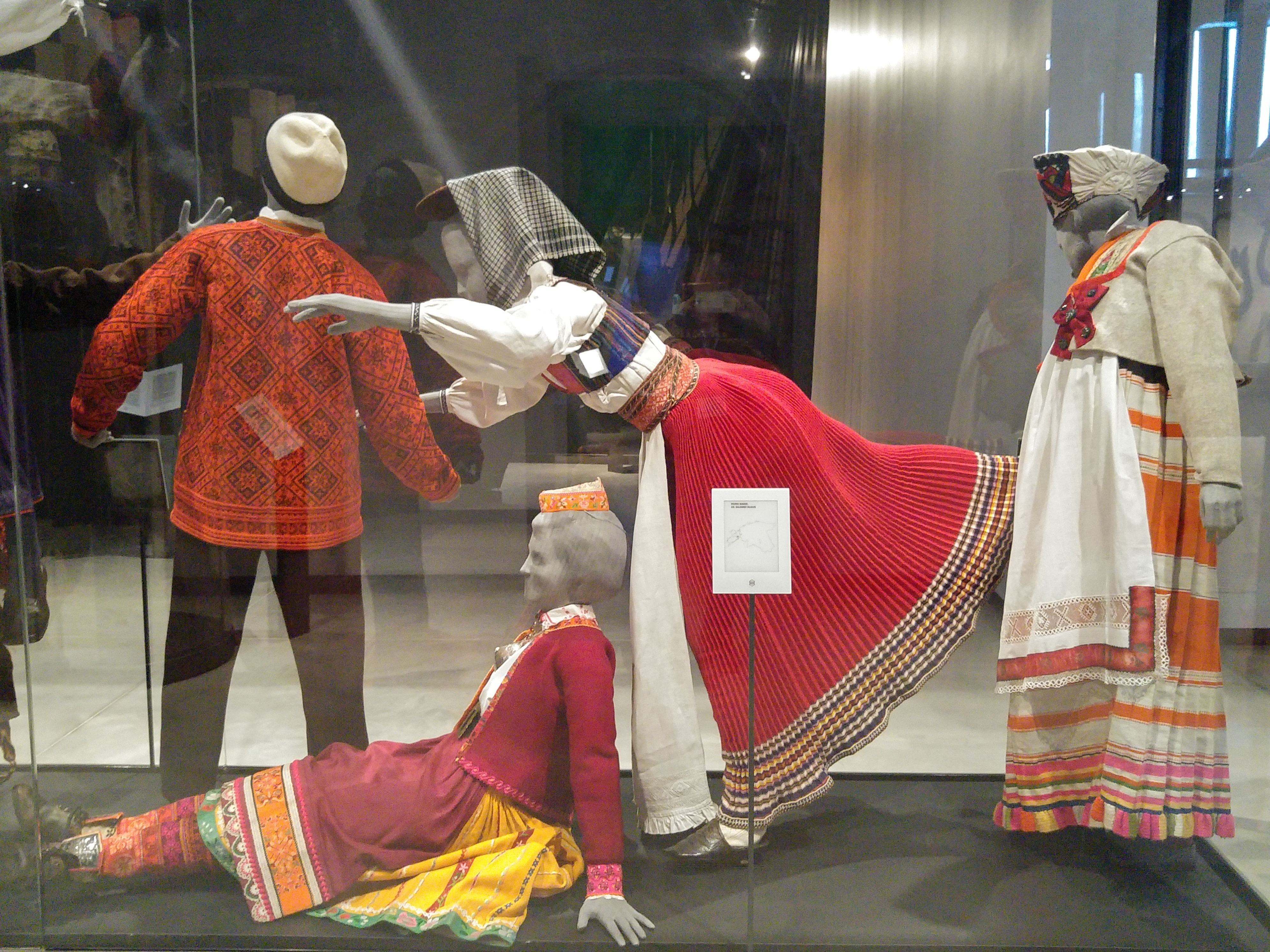
Fragment wystawy stałej „Spotkania”
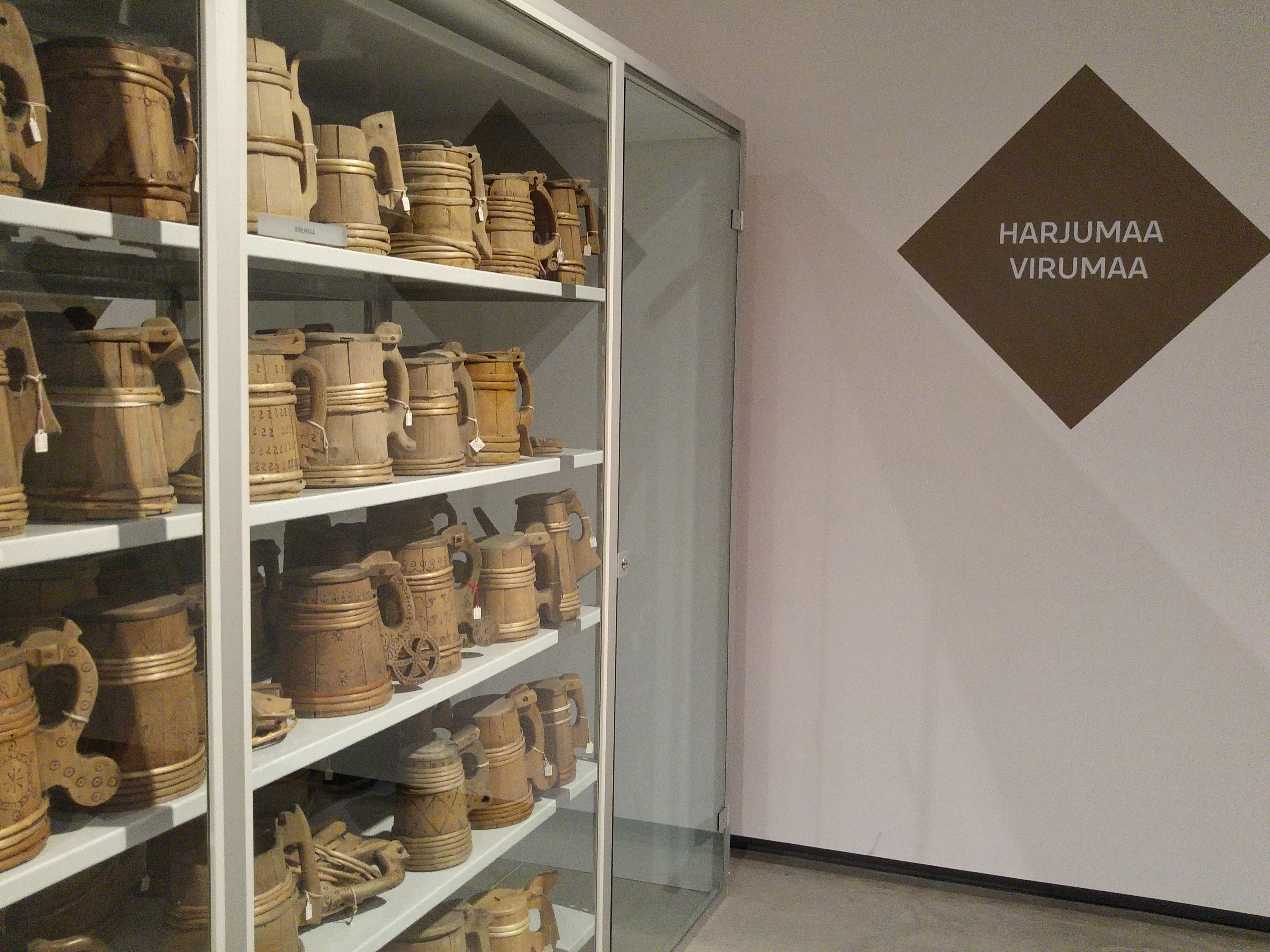
Część magazynowa (tu: fragment ekspozycji z kuflami) – otwarta dla zwiedzających
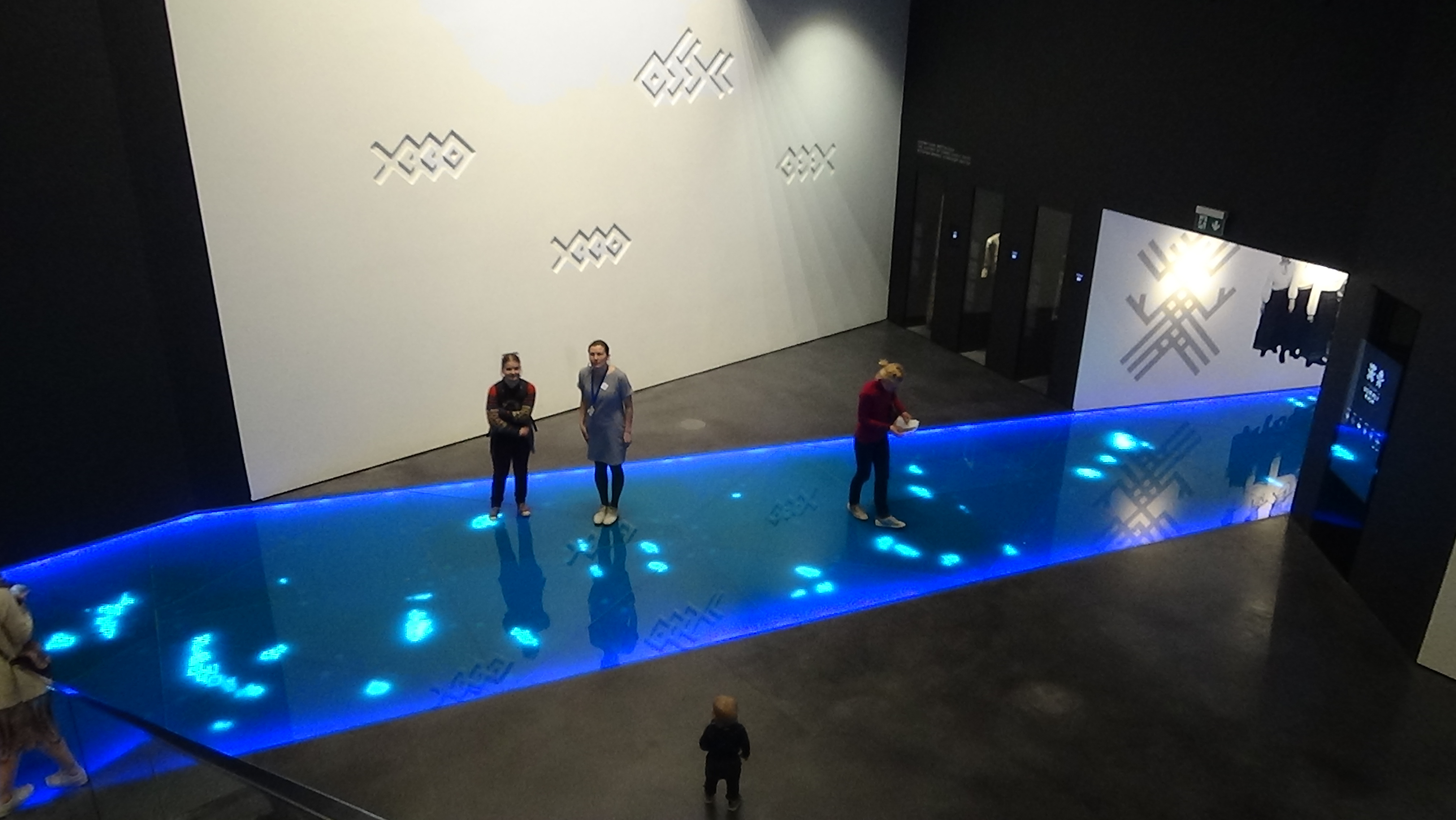
Wejście na wystawę stałą „Echa Uralu”
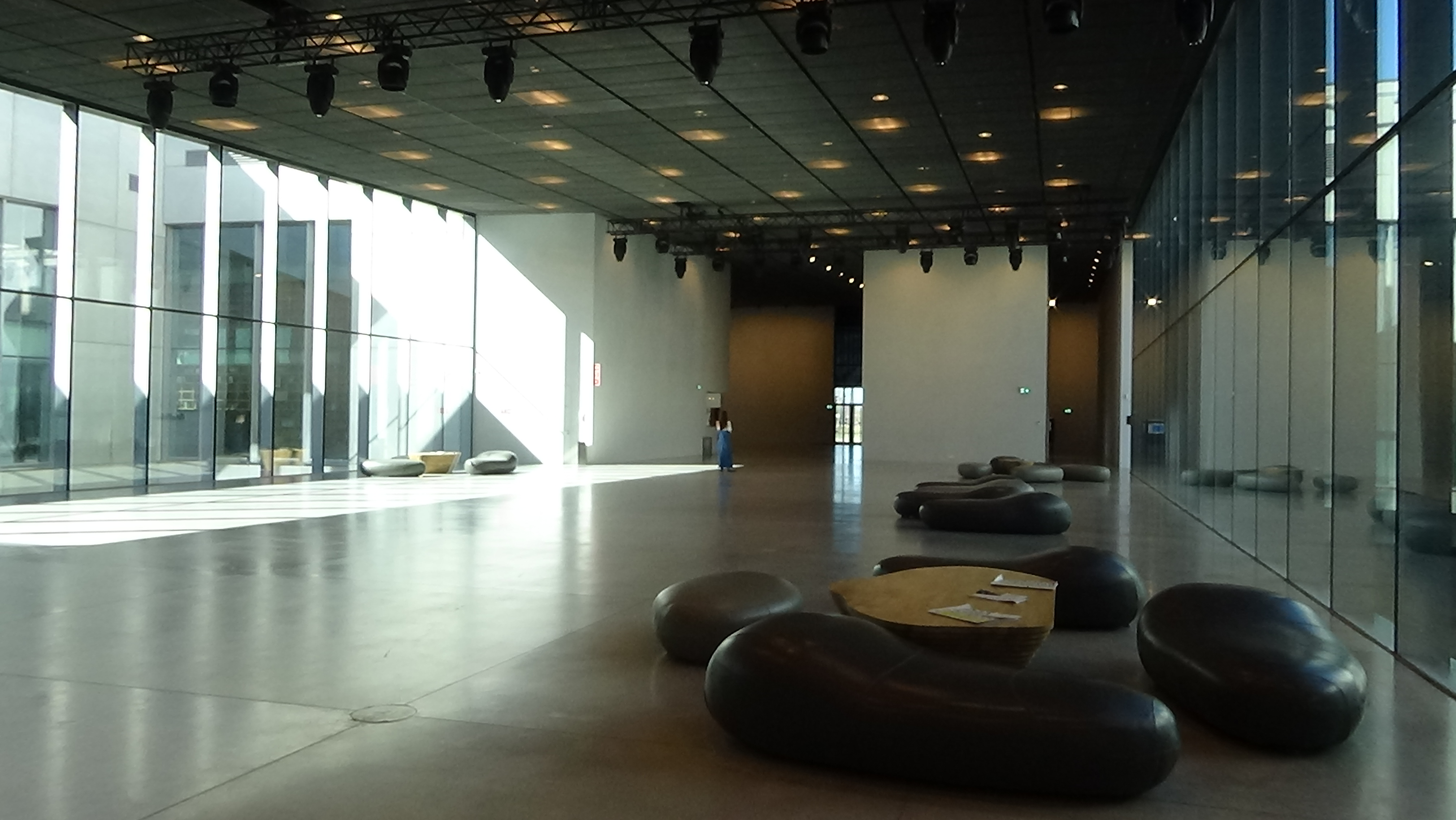
Hol główny
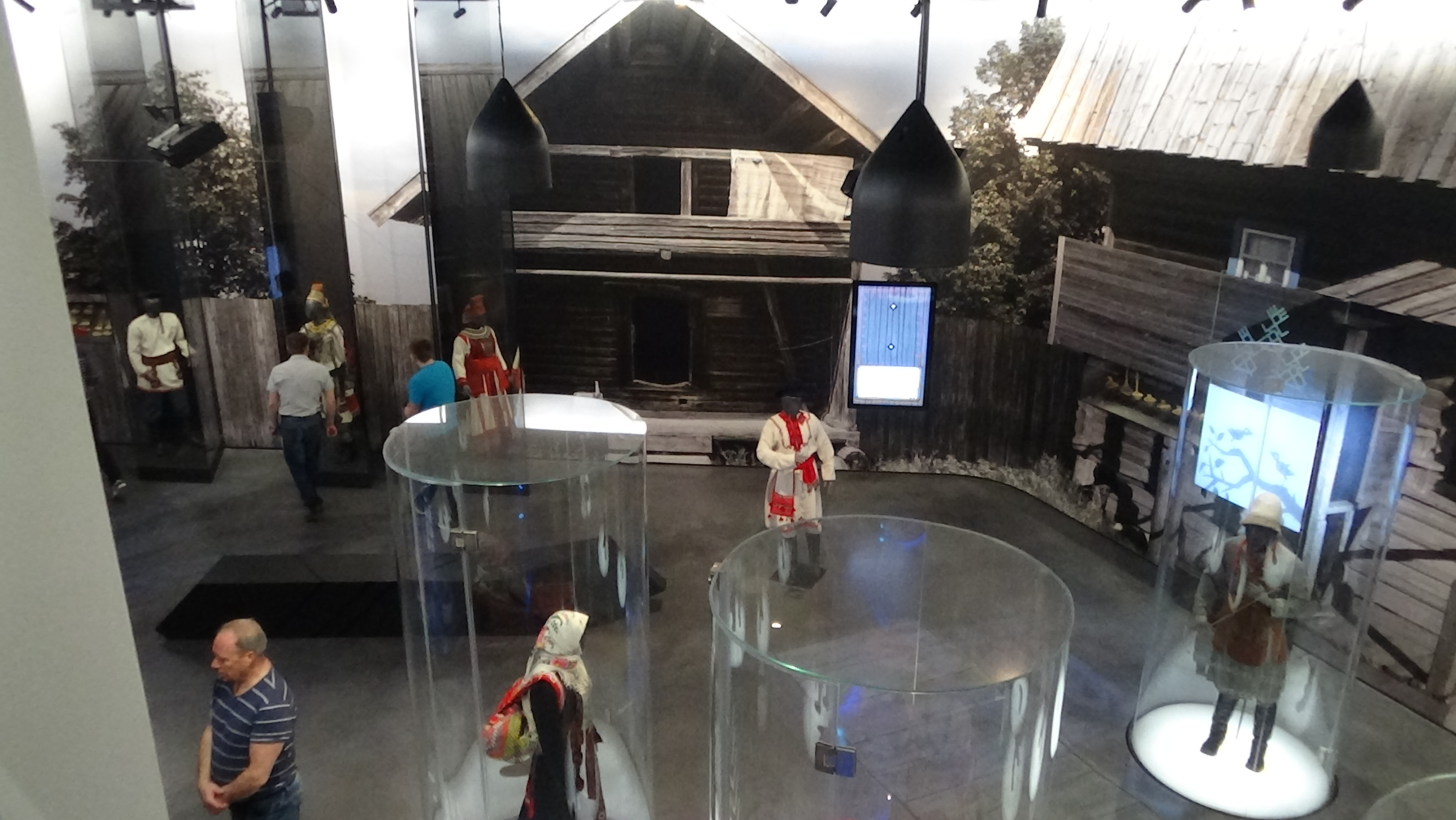
Fragment wystawy stałej „Echa Uralu”
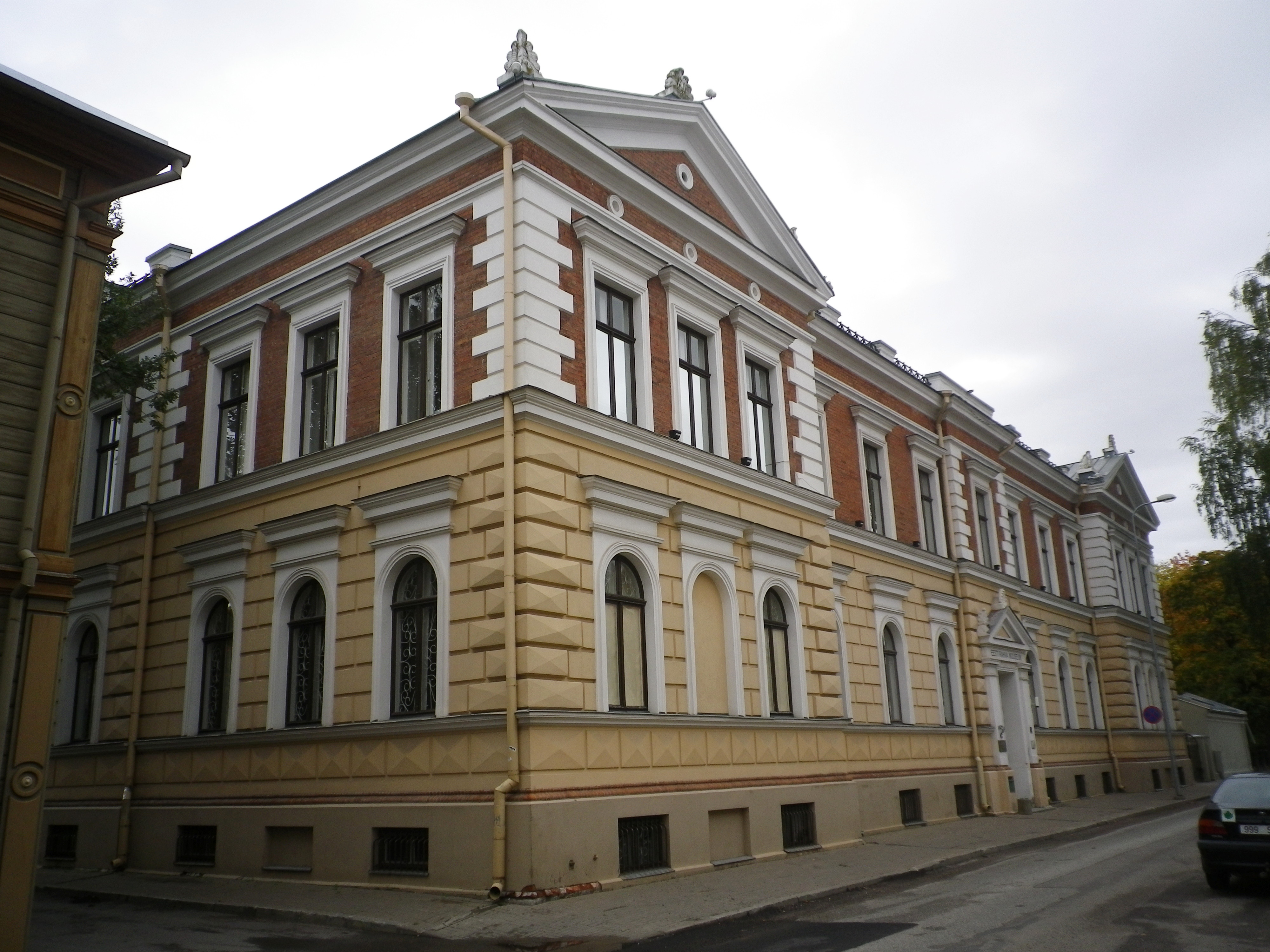
Dawna siedziba muzeum